# ОШ „Степа Степановић” Текериш
ОШ „Степа Степановић” основна школа у Текеришу. Налази се у улици Степе Степановић 6.

## Опште информације
Поред матичне школе у Текеришу настаа се одвија у издвојеним одељењима: Горњој и Доњој Бадањи, Горњој Сипуљи, Трбосиљу и Рибарици. 

## Издвојена одељења

### Горња Бадања
Одлуком Министарства просвете и црквених послова, отворена је 1. децембра 1891. године Основна школа у Горњој Бадањи, а са радом је почела два месеца касније, првих дана фебруара. 

### Горња Сипуља[2]
Школа у Горњој Сипуљи саграђена је уз помоћ мештана и почела је са радом школске 1944/45. године. То је четворогодишња школа коју похађају ученици од првог до четвртог разреда (неподељена школа – један учитељ). У школској 2015/2016. години у Горњој Сипуљи уписано је четири ученика.

### Доња Бадања[3]
Септембра 1881. године школа у Доњој Бадањи почиње са радом уз обавезу да уз кућу коју је већ спремила за школу дозида учионицу и собу за ноћивање ученика. Већ од 1897. године школа захтева да се образују два одељења што тадашње Министарство просвете није одобрило јер није било довољно учитеља. Школске 1912/1913. године отворено је још једно одељење у овој основној школи. Након Првог светског рата, 19. априла 1919. године, школа поново ради, а учитељ је Стојан Росић. Школска зграда је обновљена 1921/1922. године. Зна се да је школа била једна од ретких која је имала Фонд за помоћ сиромашним ученицима. Школа у Доњој Бадањи је запаљена су током Другог светског рата. Године 1960. школа постаје осмогодишња, а 1992. се припаја школи у Текеришу као њено издвојено одељење.

### Рибарице[4]
Школа је удаљена 11 km од матичне школе, од тога 3 km макадама. Први учитељ био је некадашњи новинар и уредник “Гласа Подриња“ Витомир Бујишић, када је школа била у кући земљорадника Живадина Бојића. Мештани су почели зидати школу пред ослобођење 1944. године, властитим средствима на плацу величине 40 ари, који је поклонио мештанин Цвијан Перић. Школска зграда завршена је 1946. године. Од шк. 2020/21. године настава се не одвија у овом издвојеном одељењу.

### Трбосиље[5]
Школска зграда у Трбосиљу отворена је 1953. године. Рад са ученицима одвијао се и кроз комбинована одељења, али и кроз неподељено четвороразредно одељење-зависно од броја ученика. У претходних 10 – ак година настава у ИО Трбосиље извођена је у неподељеној четвороразредној школи. При школи делује предшколска група.

## Историјат
Основна школа „Степа Степановић“ у Текеришу почела је са радом далеке 1843. године. То је најстарија школа у Горњем Јадру и једна је од најстаријих на подручју лозничке општине. Првих година постојања настава се одржавала у једној брвнари, а као први учитељ помиње се Иван Арсеновић. Постојали су краћи временски периоди када школа из разних разлога није радила. Нова школска зграда саграђена је и усељена 1884. године и та зграда уз веће и мање поправке служи до данас.
Текеришка школа је у време Церске битке била превијалиште и болница.
Од 1924. године и прославе десетогодишњице Церске битке, школа у Текеришу носи име војводе Степе Степановић. Четвороразредна школа у Текеришу 1950. године постаје осмолетка за Горњи Јадар, а 1992. године постаје матична школа за овај крај, када су јој припојене осморазредне школе Горње и Доње Бадање. Данас се настава 
На предлог Завода за заштиту споменика културе из Крагујевца, зграда школе је проглашена за културно добро, што указује на културну вредност ове установе.

## Галерија
- Матична школа у Текеришу

##### Издвојена оделења
- Издвојено оделеље у Трбосиљу
- Издвојено оделеље у Горњој Бадањи
- Издвојено оделеље у Горњој Бадањи
- Школско двориште у Горњој Бадањи
- Школско двориште у Горњој Бадањи
- Издвојено оделеље у Доњој Бадањи, нова школа
- Стара школа у Доњој Бадањи
- Стара школа у Доњој Бадањи
- Школска учионица у Горњој Сипули
- Издвојено оделеље у Горњој Сипули